# Surinaam National Leger
El Sportvereniging National Leger, conocido comúnmente como SNL, es un equipo de fútbol de Surinam que milita en la SVB-Hoofdklasse, la segunda liga de fútbol más importante del país.

## Historia
Fue fundado en el año 1926 y es el equipo que representa a la Fuerza Armada de Surinam con el nombre Militaire Voetbal Vereniging, el cual utilizaron hasta 1982, cuando adoptaron el nombre que llevan actualmente. Ha sido campeón de Liga 1 vez y 2 veces ha sido subcampeón.
A nivel internacional ha participado en 1 torneo continental, en el Campeonato de Clubes de la CFU del año 2001, donde quedaron en la cuarta posición.
Descendió en la Temporada 2002-03 al perder la serie de Playoff de permanencia ante el Kamal Dewaker por marcador global de 2-1.

## Palmarés
SVB-Hoofdklasse: 1
1999
Finalista (2)2000, 2002

## Participación en competiciones de la CONCACAF
- Campeonato de Clubes de la CFU: 1 aparición

2001 - Segunda ronda